# Vrécourt
Vrécourt – miejscowość i gmina we Francji, w regionie Grand Est, w departamencie Wogezy.
Według danych na rok 1990 gminę zamieszkiwały 334 osoby, a gęstość zaludnienia wynosiła 27 osób/km² (wśród 2335 gmin Lotaryngii Vrécourt plasuje się na 720. miejscu pod względem liczby ludności, natomiast pod względem powierzchni na miejscu 458.).